# 阿部和子
阿部和子（あべ かずこ、1947年- ）は、日本の保育学者、大妻女子大学教授。

## 略歴
岩手県出身。1970年東京家政大学児童学科卒、1972年日本女子大学大学院児童学修士課程修了。聖徳大学短期大学部助教授、教授をへて、2006年大妻女子大学教授。

## 著書
- 『子どもの心の育ち 0歳から3歳 自己がかたちづくられるまで』萌文書林 1999
- 『続・子どもの心の育ち』萌文書林 2001
- 『乳幼児期の「心の教育」を考える かかわりの中から見えてくる「自己」の育つみちすじ』 (21世紀保育ブックス）フレーベル館 2001
- 『保育者のための家族援助論』萌文書林 2003
- 『家庭支援論 子どもが子どもの生活をするために』萌文書林 2015

### 共編著
- 『乳児保育 子どもの豊かな育ちを求めて』編著 萌文書林 1995
- 『乳児保育』 (新・保育講座) 大場幸夫共編 ミネルヴァ書房 2002
- 『保育者のためのパソコン講座 保育事例で習得するワープロ・表計算・プレゼンテーションからホームページ作成 Microsoft Office対応』阿部正平,ホソノヨーコ共著 萌文書林 2006
- 『演習乳児保育の基本』編, 寺田清美, 山王堂惠偉子, 飯塚朝子著 萌文書林 2007
- 『保育実習』 (最新保育講座) 増田まゆみ, 小櫃智子共編 ミネルヴァ書房 2009
- 『演習保育内容総論』金澤妙子,佐伯一弥編著, 阿部和子 [ほか]共著 建帛社 2009
- 『保育課程の研究 子ども主体の保育の実践を求めて』前原寛共編著 萌文書林 2009
- 『新保育内容総論 保育の構造と実践の探求』前原寛,久富陽子共著 萌文書林 2010
- 『0～2歳児のすべてがわかる! 保育力がグーンとアップする生活・遊び・環境づくりの完全ナビ』網野武博共編著 明治図書出版 2012-16
- 『保育者論』大場幸夫企画, 梅田優子,久富陽子, 前原寛共著 萌文書林 2012
- 『保育士等キャリアアップ研修テキスト 1  乳児保育』編集 中央法規出版 2018